# Dwight Macdonald
Dwight Macdonald (New York, 24 marzo 1906 – New York, 19 dicembre 1982) è stato uno scrittore, filosofo e sociologo statunitense, nonché politico, redattore editoriale, critico letterario e cinematografico.
È celebre un suo saggio, Masscult and Midcult, dedicato all'analisi critica delle categorie estetico-sociologiche di Mass Culture (cultura di massa, che egli preferiva chiamare Masscult) e Midculture (o Midcult).

## Biografia

### Giovinezza e carriera
Dwight Macdonald nacque a New York nel 1906. Formatosi alla Phillips Exeter Academy e poi alla Yale University, iniziò come tirocinante presso Macy's, ma si trasferì presto al Time, dove gli fu offerto un posto da Henry Luce, suo compagno a Yale. Dal 1929 fu redattore associato nell'ambizioso progetto di Luce per il magazine Fortune – un ruolo inaspettato per uno con gli interessi letterari di Macdonald. Come molti collaboratori di Fortune, durante questo periodo le sue idee politiche si radicalizzarono a causa della Grande depressione. Abbandonò l'impiego nel 1936 a seguito di una polemica editoriale, quando i responsabili della rivista pubblicarono la quarta e ultima parte di un suo articolo contro l'industria dell'acciaio Statunitense. Nel 1934 aveva sposato Nancy Gardiner Rodman (1910-1996), sorella di Selden Rodman.

### Tra politica e letteratura
Macdonald lavorò alla Partisan Review dal 1937 al 1943, ma finì per fondare una propria testata avversaria, Politics, in attività dal 1944 al 1949. Come editore, incoraggiò voci differenti, come Lionel Trilling, Mary McCarthy, George Orwell, Bruno Bettelheim, e C. Wright Mills. Nel frattempo, lavorò al The New Yorker come collaboratore interno e all’Esquire come critico cinematografico, diventando progressivamente abbastanza famoso da curare negli anni '60 la rassegna cinematografica sul The Today Show.
Come molti intellettuali dell'epoca, abbandonò il trotzkismo per abbracciare il pacifismo e l'anarchismo individualista. Negli anni '50 fu un fiero antisovietico, mantenendo rapporti con il Congress for Cultural Freedom, e negli anni '60 fu un ancor più fiero oppositore della guerra del Vietnam e un sostenitore del movimento degli studenti radicali. Con questa sua caratteristica imprevedibilità, combinò il nuovo radicalismo politico con un duro conservatorismo culturale. A questo proposito, si racconta come Macdonald, durante le proteste del 1968 alla Columbia University, si sia lamentato della presenza di bandiere rosse, simbolo della rivoluzione, e per l'assenza di bandiere nere, che rispondessero alle sue inclinazioni anarchiche.
Oltre a scrivere per il New Yorker, Macdonald fu anche autore di una trentina di saggi e recensioni pubblicati sulla The New York Review of Books, a cui collaborò dal 1º febbraio 1963. Nel 1964 fu tra i firmatari della lettera aperta La triplice rivoluzione insieme a Linus Pauling e altri intellettuali pacifisti.

## Opere
- Fascism and the American Scene, pamphlet (1938)
- The war's greatest scandal; the story of Jim Crow in uniform, pamphlet, research by Nancy Macdonald (1943)
- The Responsibility of Peoples: An Essay on War Guilt (1944)
- Henry Wallace: The Man and the Myth (1948)
- The Root is Man: Two Essays in Politics (1953)
- The Ford Foundation: The Men and the Millions - an Unauthorized Biography (1955)
- The Responsibility of Peoples, and Other Essays in Political Criticism (1957)
- Memoirs of a Revolutionist: Essays in Political Criticism (1960)
- Neither Victims nor Executioners by Albert Camus, traduzione (1960)
- Parodies: An Anthology from Chaucer to Beerbohm - and After, curatela (1960)
- Against The American Grain: Essays on the Effects of Mass Culture (1962); trad. it.: Controamerica, a cura di C. Gorlier, Milano 1969
  - Masscult and Midcult: Against The American Grain (2011)
- Our Invisible Poor (1963)
- Poems of Edgar Allan Poe, curatela (1965)
- Politics Past (1970)
- Dwight Macdonald on Movies (1971)
- Discriminations: Essays and Afterthoughts 1938-1974 (1974)
- My Past and Thoughts : The Memoirs of Alexander Herzen, curatela (1982)
- Moral Temper: The Letters of Dwight Macdonald, a cura di Michael Wreszin (2001)